# Joachim Bläse
Joachim Bläse (* 7. Juli 1968 in Mutlangen) ist ein deutscher Jurist und Politiker (CDU) und seit 2020 Landrat des Ostalbkreises. Zuvor war er von 2002 bis 2009 Bürgermeister und von 2009 bis 2020 der Erster Bürgermeister der Stadt Schwäbisch Gmünd.

## Ausbildung und Beruf
Bläse wurde als Sohn eines Malermeisters geboren und ist in Schwäbisch Gmünd-Lindach aufgewachsen. Er besuchte das Parler-Gymnasium Schwäbisch Gmünd und studierte Rechtswissenschaft an der Universität Tübingen. Dort wurde er am 28. Oktober 1997 mit der Dissertation Die strafrechtliche Erfassung von Schneeballsystemen, insbesondere Kettenbrief- und System der progressiven Kundenwerbung zum Dr. iur. promoviert. Nach seinem Studium war er als Rechtsanwalt in einer Kanzlei in Schwäbisch Gmünd tätig sowie Ortschaftsrat in Lindach.

## Politische Karriere
Bläse wurde am 23. Mai 2002 als Bürgermeister der Stadt Schwäbisch Gmünd vereidigt. Zunächst war er unter Oberbürgermeister Wolfgang Leidig als Zweiter Beigeordneter tätig, ab 2009 unter Oberbürgermeister Richard Arnold schließlich als Erster Bürgermeister. In seine Amtszeit fiel unter anderem der Stadtumbau zur Landesgartenschau Schwäbisch Gmünd 2014. Am 11. September 2020 wurde er aus diesem Amt verabschiedet. Von September 2004 bis Juli 2020 war er außerdem Mitglied des Kreistags des Ostalbkreises. Dort war er durchgängig Mitglied des Ältestenrates und von Juli 2019 bis Juli 2020 Fraktionsvorsitzender der CDU. Außerdem ist Bläse seit 2013 als Nachfolger von Reinhard Kuhnert Präsident des Kreisverbandes Schwäbisch Gmünd des Deutschen Roten Kreuzes. 2021 zog er sich von diesem Amt zurück. Sein Nachfolger wurde der Erste Bürgermeister Christian Baron.
Bläse wurde am 30. Juli 2020 mit 64 von 72 Stimmen zum Nachfolger von Klaus Pavel zum Landrat des Ostalbkreises gewählt. Am 11. September 2020 erhielt er die Ernennungsurkunde, am 12. September 2020 wurde ihm das Amt von Pavel übergeben.

## Schriften
- Die strafrechtliche Erfassung von Schneeballsystemen, insbesondere Kettenbrief- und System der progressiven Kundenwerbung, Dissertation, Universität Tübingen 1997.